# Царство животиња (филм)
Царство животиња (енгл. Animal Kingdom) аустралијска је криминалистичка драма из 2010. режисера и сценаристе Дејвида Мишоа.
Радња прати тинејџера Џеја Кодија (Џејмс Фречвил) који се након смрти своје мајке, хероинске зависнице, сели у кућу баке Џанин (Џеки Вивер) која управља криминалистичким активностима својих синова (Џоел Еџертон, Саливан Стејплтон и Лук Форд). Филм је инспирисан истинитом причом о породици Петингил, чији су се чланови активно бавили бројним криминалистичким активностима у Мелбурну осамдесетих година прошлог века.
Премијерно је приказан на Филмском фестивалу Санденс где је наишао на добар пријем код критичара. Касније је номинован за бројне награде, посебно за изведбу Џеки Вивер којој је ова улога донела номинације за Оскара и Златни глобус за најбољу глумицу у споредној улози.

## Улоге
| Глумац            | Улога          |
| ----------------- | -------------- |
| Џејмс Фречвил     | Џошуа Џеј Коди |
| Бен Менделсон     | Ендру Коди     |
| Гај Пирс          | Нејтан Леки    |
| Џеки Вивер        | Џанин Коди     |
| Џоел Еџертон      | Бари Браун     |
| Саливан Стејплтон | Крејг Коди     |
| Лук Форд          | Дарен Коди     |